# Калинин, Андрей Николаевич
Андрей Николаевич Калинин (20 мая 1966 — 18 августа 2018, Абакан) — советский и российский игрок в хоккей с мячом, нападающий. Мастер спорта СССР.

## Карьера
Воспитанник абаканского хоккея, тренеры — В. А. Баранцев и А. В. Музалев. В 1981 году, в 15-летнем возрасте, был приглашён во взрослую команду «Саяны». Бронзовый призер первенства СССР среди юниоров команд первой лиги (1983). Бронзовый призёр зимней Спартакиады народов РСФСР (1985) в составе команды Красноярского края. Трижды со своей командой выходил из первой лиги в высшую — в 1985 и 1989 годах становился победителем первой лиги, а в 1987 году — серебряным призёром. В своём первом сезоне в высшей лиге (1985/86) забил 10 мячей, несмотря на то, что команда заняла последнее место и набрала только 6 очков.
После распада СССР около 15 лет выступал в составе «Саян» в высшем дивизионе России. Много лет был капитаном команды. Становился победителем и призёром международных товарищеских турниров («Футон куп» — 1995, Швеция, турнир на призы концерна «Азия — Спорт» — 1992, Алма-Ата, «Медео»). Бронзовый призёр чемпионата России 1993/94.
Всего в составе «Саян» сыграл в высшей лиге СССР и России 367 игр, забил 204 мяча, в первой лиге — 114 игр, 104 мяча. Всего, включая Кубок СССР и России и международные турниры, сыграл 601 игру и забил 361 мяч. Вошёл в список 30 лучших игроков за всю историю «Саян».
После окончания карьеры принимал участие в матчах ветеранов.
Скончался 18 августа 2018 года в Абакане на 53-м году жизни.

### Достижения
- Бронзовый призёр чемпионата России - 1993/1994.
- Победитель первой лиги - 1984/1985, 1988/1989.
- Серебряный призёр первой лиги - 1986/1987.
- Бронзовый призёр Спартакиады народов РСФСР - 1985.
- Обладатель кубка Футон куп - 1995.

### Статистика выступлений в чемпионатах СССР, СНГ, России
| Сезон     | Клуб           | И   | М   | П  | О   | Ш     |
| --------- | -------------- | --- | --- | -- | --- | ----- |
| 1985/1986 | Саяны (Абакан) | 26  | 10  |    | 10  | 20    |
| 1987/1988 | Саяны (Абакан) | 19  | 6   |    | 6   | 0+К   |
| 1989/1990 | Саяны (Абакан) | 26  | 11  |    | 11  | 20    |
| 1990/1991 | Саяны (Абакан) | 26  | 11  |    | 11  | 10    |
| 1991/1992 | Саяны (Абакан) | 29  | 12  |    | 12  | 20    |
| 1992/1993 | Саяны (Абакан) | 23  | 14  |    | 14  | 0     |
| 1993/1994 | Саяны (Абакан) | 29  | 7   |    | 7   | 50    |
| 1994/1995 | Саяны (Абакан) | 8   | 7   |    | 7   | 0     |
| 1995/1996 | Саяны (Абакан) | 27  | 14  |    | 14  | 55    |
| 1996/1997 | Саяны (Абакан) | 28  | 16  |    | 16  | 45    |
| 1997/1998 | Саяны (Абакан) | 28  | 33  |    | 33  | 0     |
| 1998/1999 | Саяны (Абакан) | 22  | 14  |    | 14  | 10    |
| 2000/2001 | Саяны (Абакан) | 25  | 13  | 4  | 17  | 20    |
| 2001/2002 | Саяны (Абакан) | 23  | 14  | 3  | 17  | 30    |
| 2002/2003 | Саяны (Абакан) | 23  | 22  | 3  | 25  | 10    |
| 2003/2004 | Саяны (Абакан) | 5   | 0   | 0  | 0   | 10    |
| Всего     | 16 чемпионатов | 367 | 204 | 10 | 214 | 300+К |

Примечание: Статистика голевых передач ведется с сезона - 1999/2000.

### В чемпионатах СССР, СНГ, России забивал мячи в ворота 27 команд
```
 1.Кузбасс           = 17 мячей 14-15.СКА-Забайкалец =  6
 2.Маяк              = 16       16.Север             =  5
 3.Енисей            = 15       17-19.Динамо А-А     =  4
 4.СКА-Нефтяник      = 14       17-19.Водник         =  4
 5-6.Юность Ом       = 13       17-19.Агрохим        =  4
 5-6.Североникель    = 13       20-21.Зоркий         =  3
 7-8.Сибсельмаш      = 12       20-21.Металлург Б    =  3
 7-8.Байкал-Энергия  = 12       22-24.Заря Н         =  2
 9-11.СКА-Свердловск = 10       22-24.Шахтёр Л-К     =  2
 9-11.Строитель С    = 10       22-24.Знамя          =  2
 9-11.Локомотив Ор   = 10       25-27.Волга          =  1
12.Уральский трубник =  8       25-27.Вымпел         =  1
13.Динамо М          =  7       25-27.БСК            =  1
14-15.Старт          =  6      
```

### В чемпионатах СССР, СНГ, России количество мячей в играх
по 1 мячу забивал  в 104 играх 

по 2 мяча забивал  в  30 играх 
 
по 3 мяча забивал  в  8 играх 
 
по 4 мяча забивал  в   4 играх 
 
Свои 204 мяча забросил в 146 играх, в 221 игре мячей не забивал.